# Державний музей геральдики
Державний музей геральдики (англ. State Heraldic Museum) — музей у Дубліні, присвячений історії розвитку  геральдичного мистецтва. Музей існує з 1909 року і є одним з перших і найстаріших у світі музеїв, присвячених даній тематиці.

## Розташування

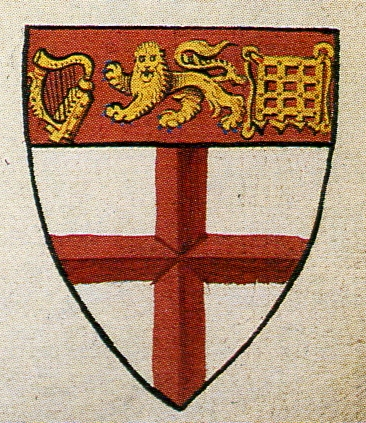

Музей розташований за адресою Kildare Street 2 і знаходиться в будівлі Головного герольда Ірландії.

## Експонати
У музеї представлена велика експозиція як державних, так і родових ірландських гербів.